# 斯特沃森 (伊利諾伊州)
斯特沃森（英語：Stewardson）是位於美國伊利諾伊州謝爾比縣的一個村落。

## 地理
斯特沃森的座標為39°15′47″N 89°37′44″W / 39.26306°N 89.62889°W，而該地最高點為海拔高度197米（即646英尺）。

## 人口
根據2010年美國人口普查的數據，斯特沃森的面積為1.55平方千米，當中陸地面積為1.55平方千米，而水域面積為0.00平方千米。當地共有人口734人，而人口密度為每平方千米473人。